# Grand Prix Argentiny
Grand Prix Argentiny Formule 1 se v letech 1953 až 1998 konala v Buenos Aires na okruhu Autódromo Oscar y Juan Gálvez.

## Vítězové Grand Prix Argentiny
Tučně jsou znázorněni účastníci aktuální sezóny šampionátu Formule 1.
Růžové pozadí znázorňuje závody, které nebyly součástí šampionátů Formule 1.

### Opakovaná vítězství (jezdci)
| Počet vítězství | Jezdec             | Roky                   |
| --------------- | ------------------ | ---------------------- |
| 4               | Juan Manuel Fangio | 1954, 1955, 1956, 1957 |
| 2               | Emerson Fittipaldi | 1973, 1975             |
| 2               | Damon Hill         | 1995, 1996             |

### Opakovaná vítězství (týmy)
| Počet vítězství | Konstruktér | Roky                   |
| --------------- | ----------- | ---------------------- |
| 4               | Williams    | 1980, 1995, 1996, 1997 |
| 3               | Ferrari     | 1953, 1956, 1998       |
| 2               | Masserati   | 1954, 1957             |
| 2               | Cooper      | 1958, 1960             |
| 2               | McLaren     | 1974, 1975             |
| 2               | Lotus       | 1973, 1978             |

### Opakovaná vítězství (dodavatelé motorů)
| Počet vítězství | Dodavatel | Roky                                                 |
| --------------- | --------- | ---------------------------------------------------- |
| 9               | Ford*     | 1972, 1973, 1974, 1975, 1977, 1978, 1979, 1980, 1981 |
| 3               | Ferrari   | 1953, 1956, 1998                                     |
| 3               | Renault   | 1995, 1996, 1997                                     |
| 2               | Maserati  | 1954, 1957                                           |
| 2               | Climax    | 1958, 1960                                           |

* Byl vyráběn Cosworth.

### Vítězové v jednotlivých letech
| Rok         | Jezdec                         | Konstruktér      | Trať                          | Výsledky  |
| ----------- | ------------------------------ | ---------------- | ----------------------------- | --------- |
| 1998        | Michael Schumacher             | Ferrari          | Autódromo Oscar y Juan Gálvez | Výsledky  |
| 1997        | Jacques Villeneuve             | Williams-Renault | Autódromo Oscar y Juan Gálvez | Výsledky  |
| 1996        | Damon Hill                     | Williams-Renault | Autódromo Oscar y Juan Gálvez | Výsledky  |
| 1995        | Damon Hill                     | Williams-Renault | Autódromo Oscar y Juan Gálvez | Výsledky  |
| 1994 – 1982 | Nejelo se                      | Nejelo se        | Nejelo se                     | Nejelo se |
| 1981        | Nelson Piquet                  | Brabham-Ford     | Autódromo Oscar y Juan Gálvez | Výsledky  |
| 1980        | Alan Jones                     | Williams-Ford    | Autódromo Oscar y Juan Gálvez | Výsledky  |
| 1979        | Jacques Laffite                | Ligier-Ford      | Autódromo Oscar y Juan Gálvez | Výsledky  |
| 1978        | Mario Andretti                 | Lotus-Ford       | Autódromo Oscar y Juan Gálvez | Výsledky  |
| 1977        | Jody Scheckter                 | Wolf-Ford        | Autódromo Oscar y Juan Gálvez | Výsledky  |
| 1976        | Nejelo se                      | Nejelo se        | Nejelo se                     | Nejelo se |
| 1975        | Emerson Fittipaldi             | McLaren-Ford     | Autódromo Oscar y Juan Gálvez | Výsledky  |
| 1974        | Denny Hulme                    | McLaren-Ford     | Autódromo Oscar y Juan Gálvez | Výsledky  |
| 1973        | Emerson Fittipaldi             | Lotus-Ford       | Autódromo Oscar y Juan Gálvez | Výsledky  |
| 1972        | Jackie Stewart                 | Tyrrell-Ford     | Autódromo Oscar y Juan Gálvez | Výsledky  |
| 1971        | Chris Amon                     | Matra            | Autódromo Oscar y Juan Gálvez | Výsledky  |
| 1970 – 1961 | Nejelo se                      | Nejelo se        | Nejelo se                     | Nejelo se |
| 1960        | Bruce McLaren                  | Cooper-Climax    | Autódromo Oscar y Juan Gálvez | Výsledky  |
| 1959        | Nejelo se                      | Nejelo se        | Nejelo se                     | Nejelo se |
| 1958        | Stirling Moss                  | Cooper-Climax    | Autódromo Oscar y Juan Gálvez | Výsledky  |
| 1957        | Juan Manuel Fangio             | Maserati         | Autódromo Oscar y Juan Gálvez | Výsledky  |
| 1956        | Luigi Musso Juan Manuel Fangio | Ferrari          | Autódromo Oscar y Juan Gálvez | Výsledky  |
| 1955        | Juan Manuel Fangio             | Mercedes         | Autódromo Oscar y Juan Gálvez | Výsledky  |
| 1954        | Juan Manuel Fangio             | Maserati         | Autódromo Oscar y Juan Gálvez | Výsledky  |
| 1953        | Alberto Ascari                 | Ferrari          | Autódromo Oscar y Juan Gálvez | Výsledky  |